# Trường Xuân, Thọ Xuân
Trường Xuân là một xã thuộc huyện Thọ Xuân, tỉnh Thanh Hóa, Việt Nam.

## Địa lý
Trường Xuân là xã cực đông của huyện Thọ Xuân, có vị trí địa lý:
- Phía đông giáp huyện Thiệu Hóa
- Phía tây giáp xã Xuân Lai và xã Xuân Minh
- Phía nam giáp xã Xuân Hồng
- Phía bắc giáp huyện Yên Định.

Xã Trường Xuân có diện tích 13,74 km², dân số năm 2018 là 10.892 người, mật độ dân số đạt 793 người/km².

## Hành chính
Xã Trường Xuân được chia thành 14 thôn: Cao Phú, Căng Hạ, Cốc Thôn, Long Linh Mới, Long Linh Ngoại 1, Long Linh Ngoại 2, Long Linh Nội, Ngọc Quang, Phong Mỹ, Phú Hậu 1, Phú Hậu 2, Thành Vinh, Thọ Tân, Thọ Tiến.

## Lịch sử
Sau Cách mạng Tháng Tám năm 1945, địa bàn xã Trường Xuân hiện nay tương ứng với xã Thọ Trường thuộc huyện Thọ Xuân. Tháng 3 năm 1954, xã Thọ Trường chia thành 3 xã: Thọ Trường, Xuân Tân và Xuân Vinh.
Đến năm 2018, xã Xuân Tân có diện tích 3,69 km², dân số là 3.241 người, mật độ dân số đạt 878 người/km². Xã Xuân Vinh có diện tích 5,95 km², dân số là 4.732 người, mật độ dân số đạt 795 người/km². Xã Thọ Trường có diện tích 4,10 km², dân số là 2.919 người, mật độ dân số đạt 712 người/km².
Ngày 16 tháng 10 năm 2019, Ủy ban Thường vụ Quốc hội ban hành Nghị quyết số 786/NQ-UBTVQH14 về việc sắp xếp các đơn vị hành chính cấp xã thuộc tỉnh Thanh Hóa (nghị quyết có hiệu lực từ ngày 1 tháng 12 năm 2019). Theo đó, sáp nhập toàn bộ diện tích và dân số của 3 xã: Xuân Tân, Xuân Vinh, Thọ Trường thành xã Trường Xuân.